# 421e régiment d'artillerie
Le 421e régiment d'artillerie est un régiment d'artillerie de l'armée de terre française.

## Création et différentes dénominations
- 1943 : création
- 30 novembre 1961 : dissous

## Historique

### Seconde Guerre mondiale
Le 421e R.A.A est créé à partir des 12e 14e 16e et 17e groupes autonomes d'artilleries anti-aérienne qui virent le jour en Algérie en 1943, ils participent à la campagne de Tunisie, à la libération de l'ile d'Elbe. Ils suivent le mouvement des alliés (au combat pour la libération de Belfort puis dans les vosges). Ils jouent un rôle dans la bataille d'Alsace et poursuivent l'offensive en Allemagne à partir de mars à avril 1945. Il prend alors le nom de 421e R.A.A (régiment d'artillerie anti-aérienne) en octobre 1945, il est présent en Allemagne au nord de Bingen jusqu'en 1949, puis il s'installe à Strasbourg.
Le 3 octobre 1955 il prend la direction Mers el-Kébir en Algérie où il débarque le 7 octobre et campe provisoirement à Tleta près de Tlemcen.
Le 12 novembre 1955, il se trouve au sud Constantinois aux environs de Batna pour d'ultimes missions. Pour la protection de la ligne du pétrole, ainsi que pour la protection des soldats du génie qui construisent les routes dans les Aurès. Il a aussi des missions aux commandos de chasses. Il est dissous le 30 novembre 1961.

## Étendard
Il porte, cousues en lettres d'or dans ses plis, les inscriptions suivantes :
- AFN 1952-1962

## Sources et bibliographie
- 2010 "Les bérets noirs en Algérie" auto édition Louis -René THEUROT (récits et souvenirs)a commander par l'A.N.A.A.F.F.O.N.U
- 2006 - histoire du 1/421 Batna, balayages et escortes sur la ligne du pétrole : " Toto chez les Zénètes-mémoires iconoclastes d'un ancien combattu" auto-édité jean-claude Chouard